# IX Concili de Toledo
El IX Concili de Toledo fou un sínode de bisbes de la província Cartaginense dins el Regne de Toledo. Es va celebrar del 2 al 24 de novembre del 655 i va tenir lloc a l'església de Santa Maria. Van assistir-hi setze o disset bisbes, sis abats, dos dignataris i quatre comtes palatins. En aquest concili es van promulgar disset cànons relatius a l'honestedat del clergat, els béns de l'Església i el celibat eclesiàstic. Només es va fer una referència als jueus, que es creu que no va ser inspirada pel rei. Es va acordar la celebració d'un altre sínode provincial l'1 de novembre del 656.